# Roset-Fluans
Roset-Fluans és un municipi francès situat al departament del Doubs i a la regió de Borgonya - Franc Comtat. L'any 2007 tenia 441 habitants.

## Demografia

### Població
El 2007 la població de fet de Roset-Fluans era de 441 persones. Hi havia 164 famílies de les quals 39 eren unipersonals (12 homes vivint sols i 27 dones vivint soles), 47 parelles sense fills i 78 parelles amb fills.
La població ha evolucionat segons el següent gràfic:
Habitants censats

### Habitatges
El 2007 hi havia 192 habitatges, 166 eren l'habitatge principal de la família, 20 eren segones residències i 6 estaven desocupats. 179 eren cases i 13 eren apartaments. Dels 166 habitatges principals, 132 estaven ocupats pels seus propietaris, 31 estaven llogats i ocupats pels llogaters i 2 estaven cedits a títol gratuït; 3 tenien una cambra, 6 en tenien dues, 17 en tenien tres, 36 en tenien quatre i 104 en tenien cinc o més. 158 habitatges disposaven pel capbaix d'una plaça de pàrquing. A 75 habitatges hi havia un automòbil i a 86 n'hi havia dos o més.

### Piràmide de població
La piràmide de població per edats i sexe el 2009 era:
| Homes | Edats   | Dones |
| ----- | ------- | ----- |
| 0     | 95 o +  | 0     |
| 0     | 90 a 94 | 0     |
| 0     | 85 a 89 | 0     |
| 0     | 80 a 84 | 4     |
| 0     | 75 a 79 | 4     |
| 4     | 70 a 74 | 4     |
| 8     | 65 a 69 | 8     |
| 12    | 60 a 64 | 4     |
| 12    | 55 a 59 | 12    |
| 24    | 50 a 54 | 8     |
| 8     | 45 a 49 | 16    |
| 4     | 40 a 44 | 12    |
| 20    | 35 a 39 | 8     |
| 20    | 30 a 34 | 20    |
| 8     | 25 a 29 | 12    |
| 20    | 20 a 24 | 8     |
| 12    | 15 a 19 | 20    |
| 8     | 10 a 14 | 20    |
| 16    | 5 a 9   | 16    |
| 24    | 0 a 4   | 16    |

## Economia
El 2007 la població en edat de treballar era de 268 persones, 198 eren actives i 70 eren inactives. De les 198 persones actives 191 estaven ocupades (107 homes i 84 dones) i 7 estaven aturades (3 homes i 4 dones). De les 70 persones inactives 28 estaven jubilades, 24 estaven estudiant i 18 estaven classificades com a «altres inactius».

### Ingressos
El 2009 a Roset-Fluans hi havia 174 unitats fiscals que integraven 463,5 persones, la mediana anual d'ingressos fiscals per persona era de 18.511 €.

### Activitats econòmiques
Dels 7 establiments que hi havia el 2007, 1 era d'una empresa extractiva, 1 d'una empresa de construcció, 1 d'una empresa d'hostatgeria i restauració, 1 d'una empresa de serveis i 3 d'empreses classificades com a «altres activitats de serveis».
L'únic servei als particulars que hi havia el 2009 era un restaurant.
L'any 2000 a Roset-Fluans hi havia 10 explotacions agrícoles.

## Equipaments sanitaris i escolars
El 2009 hi havia una escola elemental integrada dins d'un grup escolar amb les comunes properes formant una escola dispersa.

## Poblacions més properes
El següent diagrama mostra les poblacions més properes.